# László Kleinheisler
László Kleinheisler (nascut el 8 d'abril de 1994) és un futbolista professional hongarès que juga com a migcampista pel NK Osijek croat.

## Carrera de club

### Videoton
Va ingressar al Videoton FC el 2013, i va debutar a la primera divisió hongaresa el 28 de juliol de 2013 contra el Haladás, en un partit en què a més a més hi va marcar un gol, per una victòria final de 2–0 a casa.
El 28 de juliol de 2013, va marcar el seu primer gol a la temporada 2013-14 contra el Szombathelyi Haladás al Sóstói Stadion de Székesfehérvár. El partit va acabar en victòria 2–0 pel Videoton FC. En la resta de la temporada va marcar uns altres tres gols, un d'ells contra l'Újpest FC al Sóstói Stadion el 6 d'octubre de 2013, un altre contra el Mezőkövesd-Zsóry SE en una victòria per 1–0 al Sóstói Stadion el 8 de novembre de 2013, i el darrer contra el Diósgyőri VTK al DVTK Stadion en un empat 2–2 el 24 de novembre de 2013.
La temporada 2014–2015 només va jugar 370 minuts en 11 partits amb el Videoton FC i 911 minutes en 12 partits pel Puskás Akadémia FC. El juliol de 2015, Kleinheisler va refusar d'ampliar el seu contracte amb el Videoton, i fou relegat a l'equip B per la temporada 2015–2016. El Videoton va refusar de vendre'l al club Śląsk Wrocław de l'Ekstraklasa a l'agost.

### Werder Bremen
El 20 de gener de 2016, Kleinheisler va fitxar pel Werder Bremen amb un contracte per tres anys i mig. Va debutar a la 1. Bundesliga el 30 de gener de 2016 contra el Hertha BSC al Weserstadion. Va entrar des de la banqueta al minut 62 i va ajudar a remuntar un 0–2 pels de Berlín i després un 1–3 fins a assolir un empat 3–3.

## Carrera internacional
El 6 de novembre de 2015, Bernd Storck va anunciar l'equip que representaria Hongria al partit de playoff per la classificació per l'Eurocopa 2016 contra Noruega, i la inclusió de Kleinheisler fou una gran sorpresa, perquè no havia jugat ni un sol partit en la lliga hongaresa 2015–16.
El 12 de novembre de 2015, Kleinheisler va debutar amb la selecció hongaresa de futbol i hi va marcar el seu primer gol, contra Noruega a l'Ullevaal Stadion d'Oslo, Noruega al partit d'anada dels play-offs de classificació per a l'Eurocopa 2016.
El 31 de maig de 2016 es va anunciar que el seleccionador Bernd Storck l'havia inclòs en l'equip definitiu d'Hongria per disputar l'Eurocopa 2016.
| #  | Data             | Seu                             | Oponent | Marcador | Resultat | Competició                          |
| -- | ---------------- | ------------------------------- | ------- | -------- | -------- | ----------------------------------- |
| 1. | 12 novembre 2015 | Ullevaal Stadion, Oslo, Noruega | Noruega | 0–1      | 0–1      | Classificació per a l'Eurocopa 2016 |

## Vida personal
El seu malnom és "Scholes", en referència a Paul Scholes, a causa que tots dos són pèl-rojos.

## Estadístiques de la carrera

### Club
A 19 abril 2016
| Club           | Temporada     | Lliga   | Lliga | Copa    | Copa | Copa de la Lliga | Copa de la Lliga | Europa  | Europa | Total   | Total |
| Club           | Temporada     | Partits | Gols  | Partits | Gols | Partits          | Gols             | Partits | Gols   | Partits | Gols  |
| -------------- | ------------- | ------- | ----- | ------- | ---- | ---------------- | ---------------- | ------- | ------ | ------- | ----- |
| Puskás         | 2012–13       | 27      | 8     | 0       | 0    | 0                | 0                | 0       | 0      | 27      | 8     |
| Videoton FC    | 2013–14       | 19      | 4     | 2       | 0    | 2                | 0                | 2       | 0      | 25      | 4     |
| Videoton FC    | 2014–15       | 11      | 0     | 0       | 0    | 6                | 1                | 0       | 0      | 17      | 1     |
| Videoton FC    | Total         | 30      | 4     | 2       | 0    | 8                | 1                | 2       | 0      | 42      | 5     |
| Puskás (cedit) | 2014–15       | 12      | 0     | 0       | 0    | 0                | 0                | 0       | 0      | 12      | 0     |
| Werder Bremen  | 2015–2016     | 6       | 0     | 1       | 0    | 0                | 0                | 0       | 0      | 7       | 0     |
| Total carrera  | Total carrera | 75      | 12    | 3       | 0    | 8                | 1                | 2       | 0      | 88      | 13    |